# Château de Heers
Le château de Heers (en néerlandais : Kasteel van Heers) est un château situé à Heers dans la province de Limbourg en Belgique.

## Historique

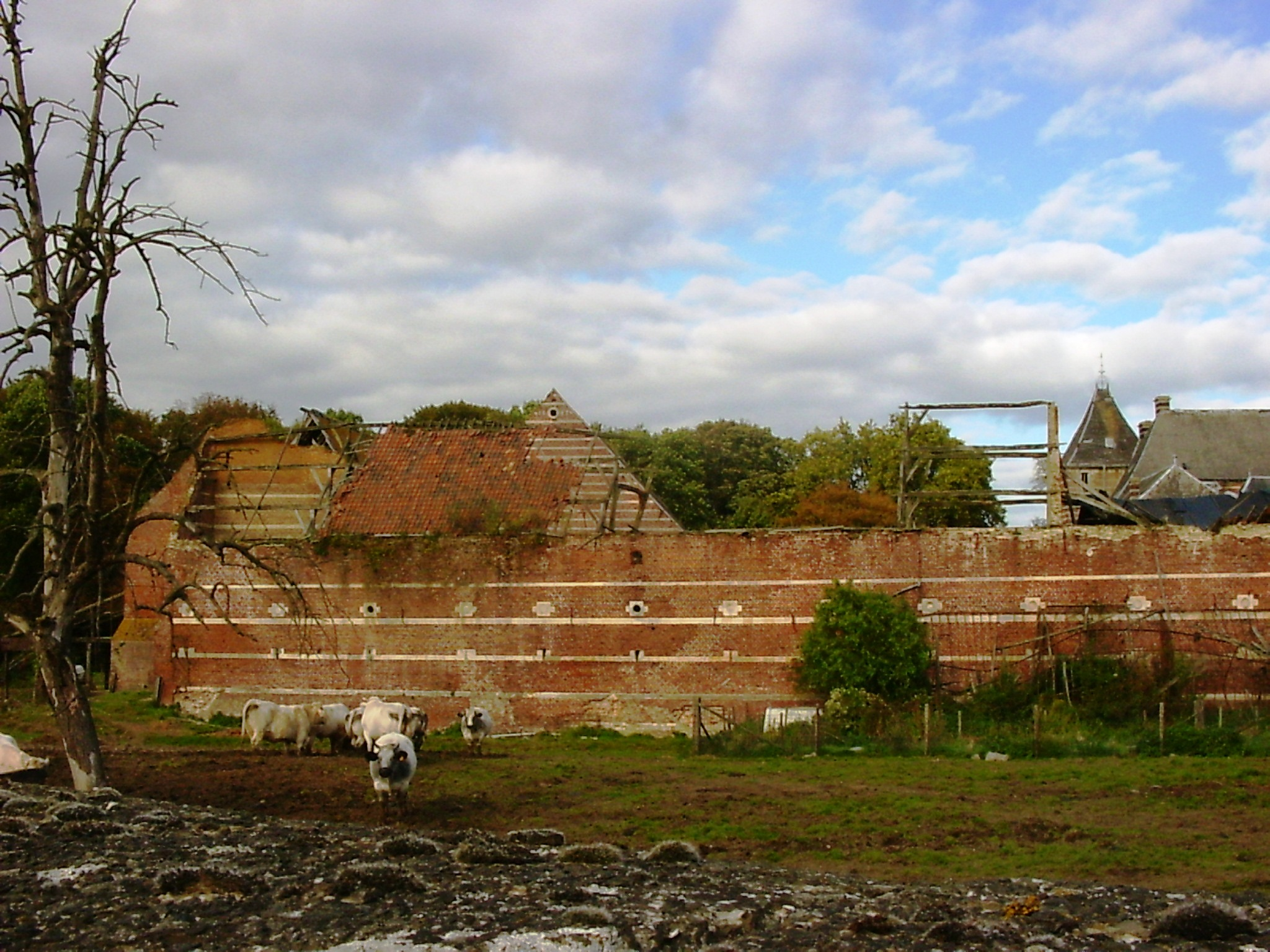
La ferme du château en 2004, montrant l'état de délabrement avancé

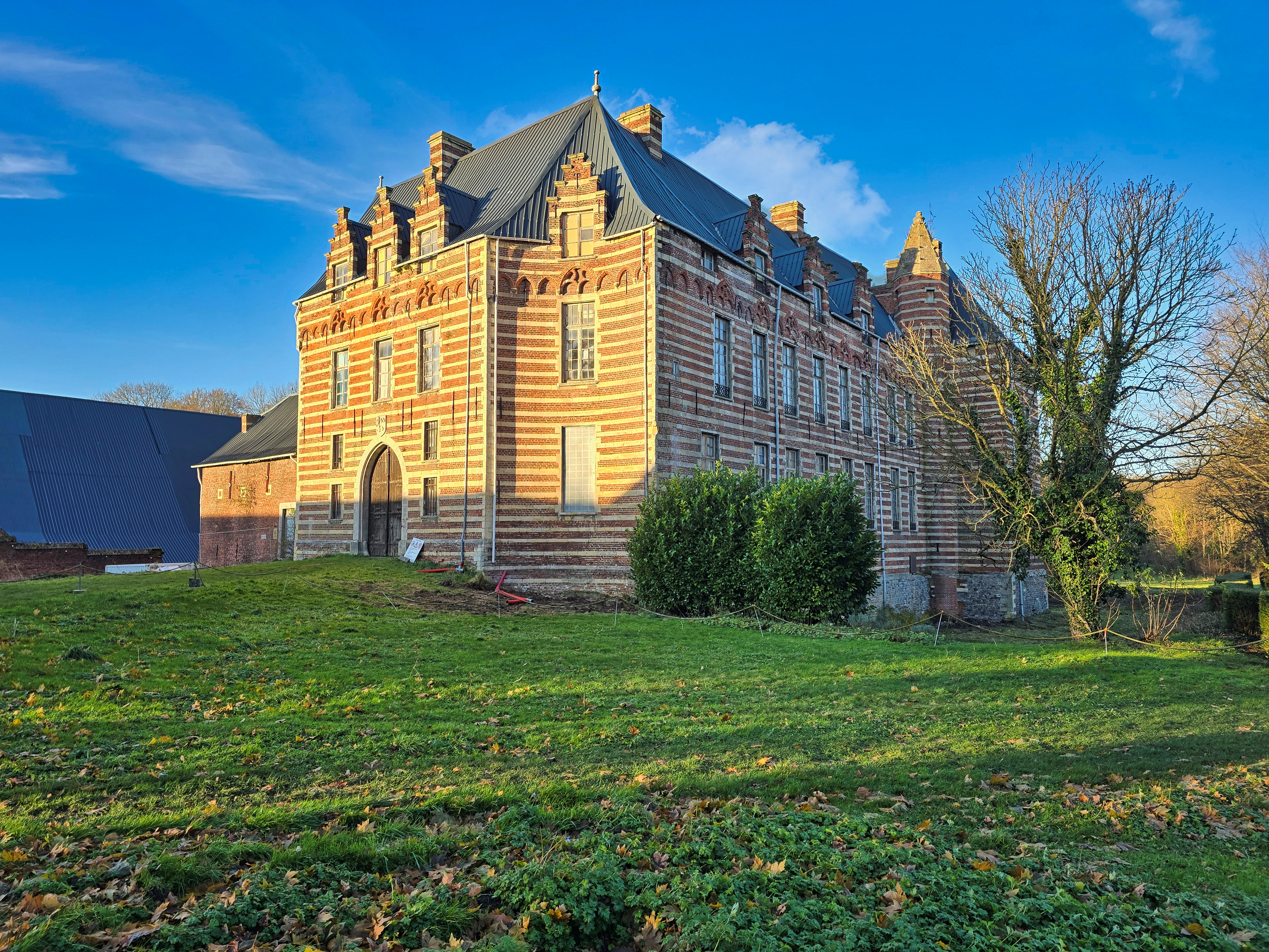
Le château en 2024

Le château de Heers est construit au XIIIe siècle. De ses nombreux propriétaires, le plus célèbre est Raes de Heers, qui fut vaincu et poussé à l'exil par Charles le Téméraire à la bataille de Brustem en 1467. Le château et la ville de Heers furent ravagés par les troupes du Téméraire. 
Après la mort de Charles le Téméraire en 1477, Raes retrouva ses biens mais meurt quelques mois plus tard en 1477. Le château actuel est le résultat de la reconstruction de 1500. 
La famille de la Rivière d'Arschot y demeura jusqu'au XVIIIe siècle, mais Barbara de Rivière d'Arschot (nl) (1666-1744), fille et héritière du dernier comte de Heers, Henri-Ogier de la Rivière d'Arschot, devint abbesse de l'abbaye de Herkenrode, sise à Curange (Kuringen en flamand) (province du Limbourg). À sa mort, en 1744, la famille s'éteint.
En 1757, le château est vendu par l'abbaye Saint-Laurent de Liège à Jan-Herman de Stokkem, qui le transmet à son frère, Nicolas-Erasmus. Le château est alors restauré. Par mariage, le château devient propriété de la famille Desmaisières jusqu'au XXIe siècle. En 2005, les deux vicomtes Michel et Ricardo Desmaisières ont, par manque d'argent, délaissé le château. Il est mis en vente pendant des années et se retrouve dans un état de délabrement avancé.
Le gouvernement saisit en mars 2007 le château et la ferme et effectue des travaux d'entretien en octobre 2008.